# خفاش نگارین
خفاش نگارین (نام علمی: Kerivoula picta) نام یک گونه از تیره خفاش‌ناهیدی است.